# Manuel López Santaella
Manuel López Santaella   (Carmona, 25 de gener de 1804 - Madrid, 1867) fou un religiós i polític espanyol, diputat i senador a Corts Espanyoles durant el regnat d'Isabel II d'Espanya. També fou designat acadèmic de la Reial Acadèmia de la Història, tot i que mai no arribà a prendre'n possessió.
Era ardiaca de Huete i president del Cabildo de Conca, i fou nomenat president de la Comissió Apostòlica del Subsidi del Clergat i Comissari Apostòlic de la Santa Croada per la Santa Seu. En 1837 va esdevenir diputat i fou un dels signataris de la Constitució espanyola de 1837. En 1838 i 1839 fou vicepresident de l'Ateneo de Madrid.
De 1843 a 1845 fou senador per la província de Conca i des de 1845 senador vitalici. En 1850 va finançar una estàtua de la reina Isabel II a la plaça de l'Òpera de Madrid. En 1851 fou nomenat acadèmic de la Reial Acadèmia de la Història, però no en va prendre possessió i en 1855 es va concedir el seu honor a Manuel Colmeiro y Penido. En 1859 li fou suspesa la seva condició de senador perquè va ser qüestionada la seva gestió econòmica com a Comissari Apostòlic de la Santa Croada pel Tribunal de Comptes d'Espanya. Poc abans de morir en 1867 fou absolt pel Tribunal de la Rota.